# Elektroindustrie
Die Elektroindustrie, zur Zeit der industriellen Revolution am Ende des 19. Jahrhunderts entstanden, ist der Wirtschaftszweig der Elektrotechnik und unterteilt sich grob in die beiden Bereiche Elektrogerätebau und Stromversorgung. Einzelne Fachbereiche der Elektroindustrie sind z. B. Anlagenbau, Automatisierung, Batterien, Consumer Electronics, Elektrofahrzeuge, elektrische Energietechnik, Kabel, Starkstrom-Kondensatoren, Transformatoren und Wehrtechnik.
Die Elektroindustrie ist, gemessen an der Zahl ihrer Beschäftigten von 871.585 Ende 2020, nach dem Maschinen- und Anlagenbau die zweitgrößte Industriebranche in Deutschland. Der Umsatz der Branche belief sich 2020 auf 181,9 Milliarden Euro. Davon wurden 86,2 Milliarden Euro mit inländischen und 95,7 Milliarden Euro mit ausländischen Kunden erlöst. Der Anteil des Umsatzes der deutschen Elektroindustrie am gesamten deutschen Industrieumsatz belief sich 2020 auf ein Zehntel.
Der Zentralverband Elektrotechnik- und Elektronikindustrie (ZVEI) vertritt die Interessen der deutschen Elektroindustrie. Die Arbeitgeber (Unternehmen) sind im Arbeitgeberverband Gesamtmetall zusammengeschlossen, die Beschäftigten in den Gewerkschaften IG Metall und IG Bergbau, Chemie, Energie organisiert.

„Die Elektroindustrie war die größte industrielle Einzelleistung des modernen Deutschland. Deutschland übernahm die Führung auf allen Anwendungsgebieten der Elektrizität.“